# St. Thomas (Jazzstandard)
St. Thomas ist ein Jazzstandard von Sonny Rollins; der Song wurde von ihm zuerst 1956 auf seinem Album Saxophone Colossus eingespielt. Er basiert auf einem traditionellen Song, der wahrscheinlich aus der Karibik stammt. Der Liedtexter Ray Passman veröffentlichte eine Textversion des Songs als Down St Thomas Way.

## Geschichte des Songs
Als Rollins im Studio war, um das Album Saxophone Colossus aufzunehmen, griff er dabei auch auf eine Melodie zurück, die er aus früher Kindheit von seiner Mutter kannte, die von der Insel Saint Thomas auf den Jungferninseln stammte. Er benannte das Stück nach der Insel. Randy Weston, dessen Großvater aus Jamaika kam, spielte eine fast identische Melodie als Fire Down There bereits 1955, ebenfalls für Prestige Records, ein – für Orrin Keepnews ein Calypso-Lied, das afrokubanisch behandelt wurde. Weston gab an, es handele sich um eine traditionelle Weise. Auch Mal Waldron kannte das Stück (als The Carneval).

## Rezeption
Rollins Version kam beim Publikum gut an. Auch wenn er später noch andere Calypsothemen wie Don't Stop the Carneval oder Brown Girl aufgriff, interpretierte er immer wieder St. Thomas, das es alleine von ihm in zwölf Versionen auf Platte gibt und seine bekannteste Komposition wurde. Zahlreiche andere Jazzmusiker griffen das Stück auf. Ted Gioia hebt die Interpretationen von Hampton Hawes (1964), Eric Kloss (mit Pat Martino, 1967), Jim Hall/Ron Carter (1972), Monty Alexander (1979), Branford Marsalis (1987), David Murray (1992), Bill Holman (mit der SWR-Bigband, 1993) und die 18-Minuten-Version von Joshua Redman (mit Pat Metheny, 1994) heraus.